# فودي مانساري

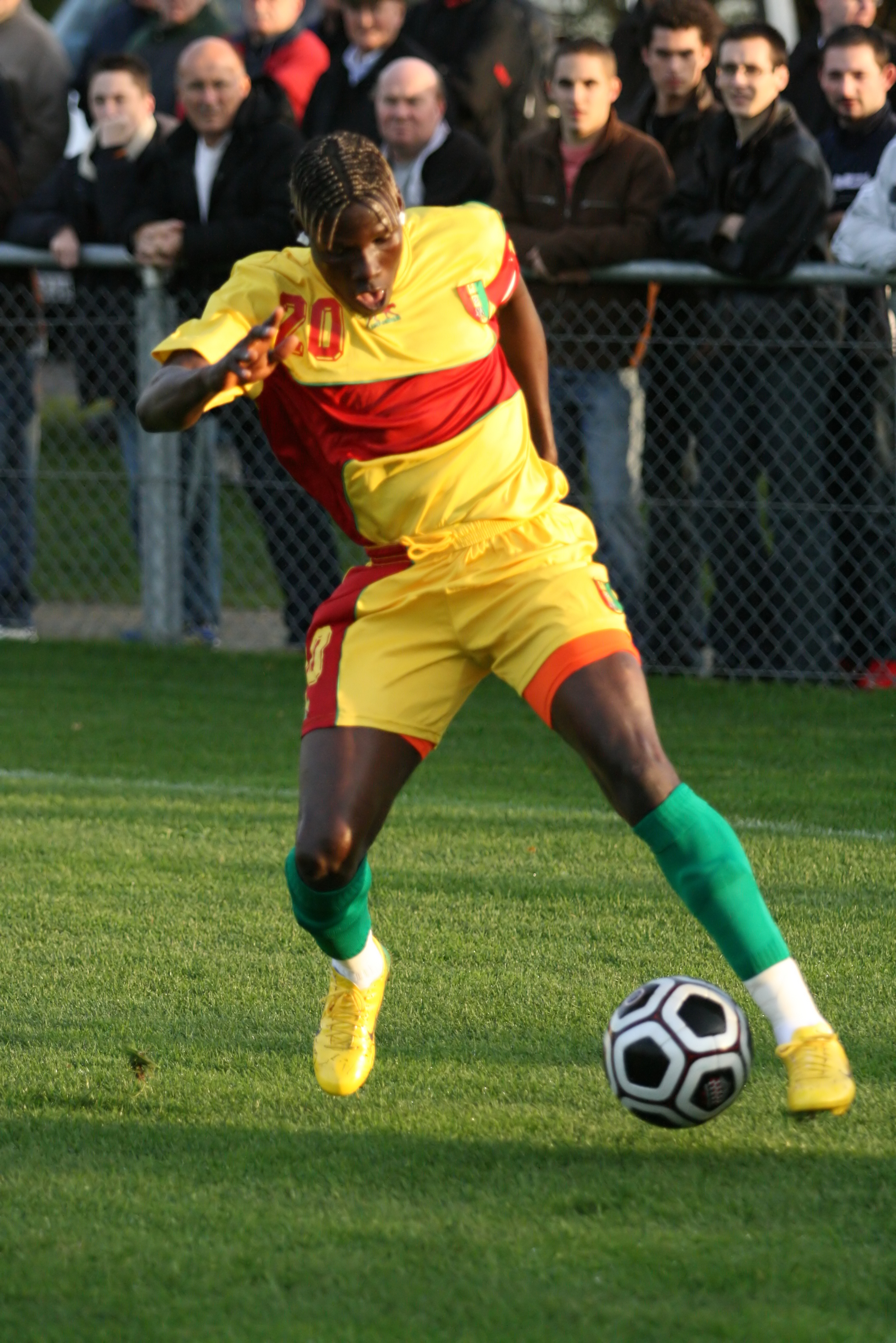
فودي مانساري

فودي مانساري Fodé Mansaré، من مواليد 3 سبتمبر 1981 في كوناكري في غينيا، لاعب كرة قدم غيني.
بدأ مسيرته الكروية مع نادي مونبيلييه الفرنسي في عام 2003، ولعب معهم حتى عام 2005، وشارك معهم في 120 مباراة وسجل 14 هدف، ومنذ عام 2005 وهو يلعب مع نادي تولوز الفرنسي.
و هو يلعب مع منتخب غينيا لكرة القدم منذ عام 2001.

## روابط خارجية
- فودي مانساري على موقع إي إس بي إن إف سي (الإنجليزية)
- فودي مانساري على موقع قاعدة بيانات كرة القدم.إي يو (الإنجليزية)
- فودي مانساري على موقع ليكيب (الفرنسية)
- فودي مانساري على موقع ناشيونال فوتبول تيمز (الإنجليزية)
- فودي مانساري على موقع Soccerway.com (الإنجليزية)